# Annulation de bruit
L'annulation de bruit comprend l'ensemble des techniques qui permettent d'annuler le bruit contenu dans un signal. Le signal peut représenter une image ou un son. Le bruit étant un composant indésirable, il est nécessaire de l’éliminer le plus possible pour recueillir le signal qui nous intéresse.
Les méthodes d’annulation de bruits touchent au domaine du génie électrique, plus particulièrement celui des télécommunications.

## Histoire
Les premiers travaux en annulation de bruit ont été effectués de 1957 à 1960 par Howells et Applebaum et leurs collègues à la General Electric Company. Ils conçurent un système
pour l’annulation d’interférence pour une antenne, en utilisant une antenne auxiliaire et un simple filtre adaptatif.
Dans les années soixante, le développement du filtrage adaptatif s’intensifie.
L’application la plus connue commercialement du filtre adaptatif reste le modem à haute vitesse, permettant une communication plus rapide entre les ordinateurs grâce à une réduction des interférences.
Le premier système d’annulation de bruit fut conçu et construit en 1965 par deux étudiants à l’université Stanford. Le but était de supprimer une interférence 60 Hz à la sortie d’un électrocardiogramme. Ils se sont aperçus qu’un simple filtre (passe haut, passe bande…) n’était pas efficace, ce qui les a poussés à développer une nouvelle technique.
Après 1965, l’annulation de bruit a été successivement appliqué à d’autres problèmes, tels que d’autres aspects de l’électrocardiographie, l’élimination d’interférence, l’élimination d’écho sur des longues communications téléphoniques longue distance.

## Applications de l’annulation de bruit
Il existe de nombreuses applications à l’annulation de bruit. En voici quelques-unes :
- Domaine de l’aviation : l’annulation permet aux pilotes d’avion de chasse de communiquer entre eux, malgré le bruit assourdissant qui règne dans le cockpit.
- Domaine de l’automobile : les pilotes de course doivent pouvoir communiquer clairement avec les membres de leur équipe, sans que le bruit du moteur interfère avec le signal utile (la voix).
- Domaine des téléphones mobiles[1] : kit mains libres sans fils accroché permettant de communiquer clairement, bien que le microphone soit au niveau de l’oreille.
- Militaire : le domaine militaire regorge de techniques de pointe, et l’annulation de bruit est l’une des technologies utilisée depuis longtemps. Elle permet aux militaires dans des situations délicates confrontés à des environnements très bruyant de pouvoir continuer à communiquer entre eux.
- Sécurité publique : en cas d’interventions, les pompiers sous leurs masques confrontés à des conditions extrêmes nécessitent ce genre de technologie pour dialoguer.
- Médical: lors d'un électrocardiogramme, on obtient un signal qui contient deux informations: le battement du cœur de la mère et celui du fœtus. L'annulation de bruit permet d'annuler le battement de la mère dans le signal pour permettre l'analyse du battement du bébé.

## Méthodes
La méthode utilisée pour annuler un bruit va dépendre du contexte : type de signal (bruit numérique), type de bruit (haute ou basse fréquence, le rapport signal sur bruit (SNR)).
La méthode la plus connue et la plus ancienne est l’annulation de bruit adaptive (ANC en anglais pour ‘Adaptive Noise Cancelling’), c’est-à-dire qu’on utilise le filtrage adaptatif pour annuler le bruit. Le principe est le suivant : on a un système à deux entrées. Une entrée correspond au signal qui nous intéresse, l’autre entrée correspond à l’entrée secondaire, qui contient uniquement le bruit. Le but du système est de retrouver en sortie un signal sans bruit, ou atténuer de bruit.
De nombreuses méthodes ont été développées et font toujours l’objet de nouveaux projets de recherche. Parmi ces méthodes, citons le beamforming, qui est une technique qui utilise des matrices de micros pour cibler dans l’espace la source sonore qui nous intéresse.
L’emploi de capteurs autres que des microphones a été étudié également, et a donné des résultats positifs. Par exemple, l’emploi d’un laryngaphone combiné à un microphone.